# Kotewka

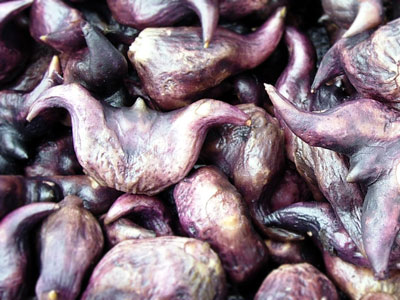
Orzechy Trapa bicornis

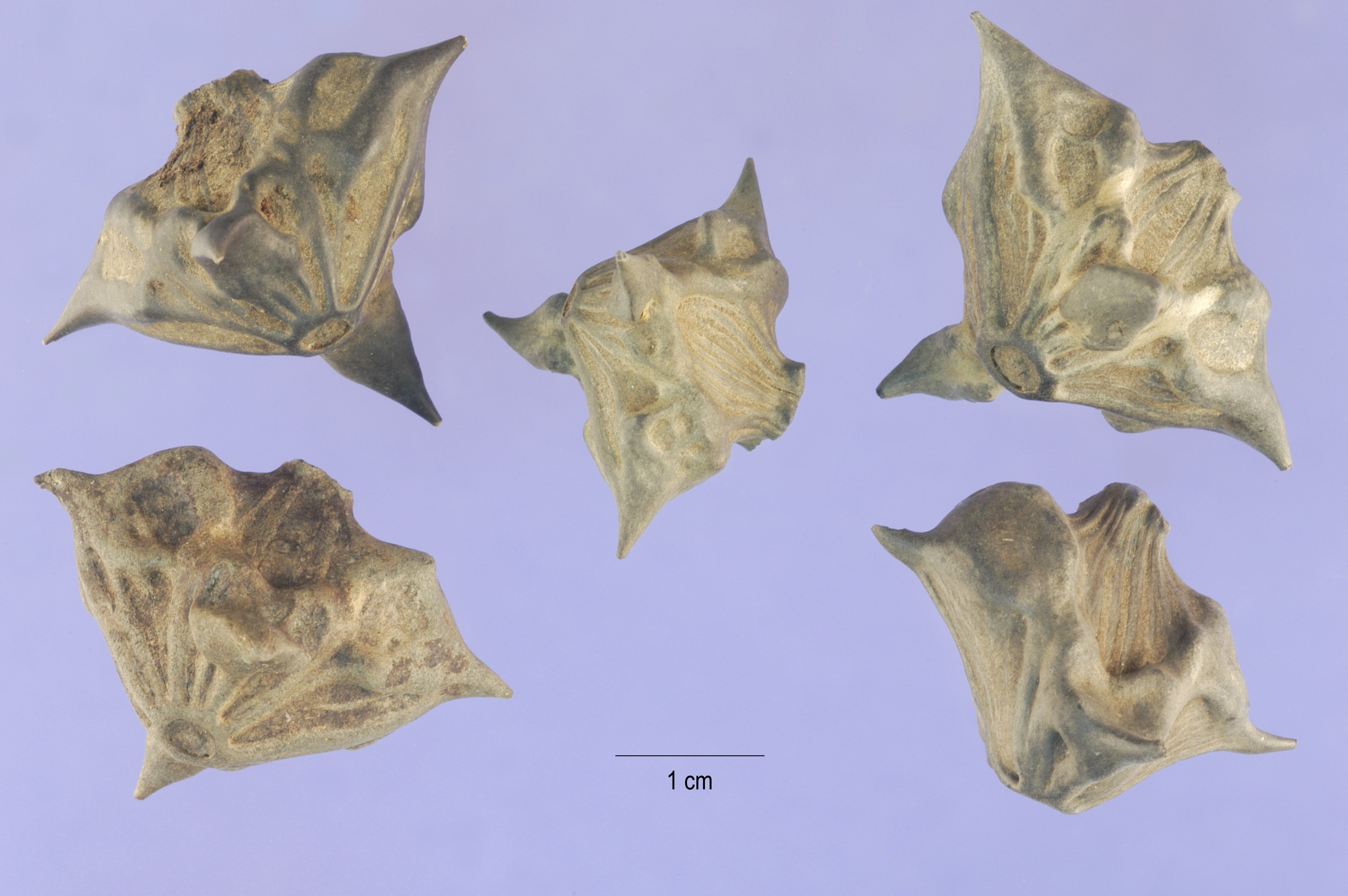
Orzechy kotewki orzecha wodnego

Kotewka (Trapa L.) – rodzaj roślin wodnych z rzędu mirtowców z rodziny krwawnicowatych (Lythraceae), który z powodu odrębności morfologicznej był dawniej zwykle wyodrębniany do osobnej rodziny kotewkowatych (Trapaceae). W obrębie rodzaju opisywano bardzo wiele gatunków, odmian i form różniących się budową owocu. W bardziej współczesnych publikacjach wyróżnia się jednak zazwyczaj już tylko 2 lub 3 gatunki. Zasięg tych roślin obejmuje obszary subtropikalne i umiarkowane w Afryce, Azji i Europie, jako gatunki introdukowane występują także w Ameryce Północnej i Australii. W Polsce występuje tylko jeden gatunek w jego szerokim ujęciu systematycznym – kotewka orzech wodny T. natans.

## Morfologia
PokrójRośliny wodne korzeniące się w dnie, o liściach podwodnych i pływających. Pod wodą z węzłów obok liści wyrastają asymilujące korzenie przybyszowe.
ŁodygaWiotka i obła, przy powierzchni wody nieco zgrubiała.
LiściePodwodne liście w dolnej części łodygi naprzeciwległe, krótkotrwałe, równowąskie. W wyższej części łodygi liście wyrastają skrętolegle i mają blaszkę rozszerzającą się. Liście pływające na ogonkach, zwykle nieco rozdętych. Blaszka liściowa rombowata, grubo, nierówno ząbkowana.
KwiatyWyrastają pojedynczo w kątach liści pływających. Są 4-krotne. Działki, płatki i pręciki występują w liczbie 4. Słupek jest wpół dolny.
OwoceCharakterystyczne orzechy z 4 lub 2 wyrostkami powstającymi z dna kwiatowego. Zawierają nasiono z jednym dużym liścieniem i drugim silnie zredukowanym.

## Systematyka
Rodzaj wyróżniany był w obrębie monotypowej rodziny m.in. w systemie Cronquista z 1981 oraz w systemie Reveala z lat 1993-1999. Późniejsze odkrycia w zakresie filogenezy w obrębie mirtowców dowiodły, że rodzaj kotewka Trapa stanowi jedną z dalszych linii rozwojowych w obrębie krwawnicowatych i jego wyłączanie z tej rodziny czyni z niej takson parafiletyczny. Dlatego w nowszych ujęciach (system APG II z 2003 i APG III z 2009, Angiosperm Phylogeny Website, system Reveala w wersji z 2007) kotewka włączana jest do krwawnicowatych właśnie.
Wykaz gatunków
- Trapa natans L. – kotewka orzech wodny
- Trapa bicornis Osbeck